# Бустон (посёлок городского типа)
Бустон (тадж. Бӯстон) — посёлок городского типа (статус с 1966 года) в Согдийской области Таджикистана, административный центр Матчинского района.
Через посёлок проходит автодорога «Душанбе – Айни – Истаравшан – Худжанд – Бустон – Чанак (граница с Узбекистаном)».

## Население
| 1970 | 1979 | 1989   | 2013   | 2021   | 2022   |
| ---- | ---- | ------ | ------ | ------ | ------ |
| 7961 | 9920 | 12 178 | 12 800 | 13 200 | 13 600 |